# Saint Peter (Minnesota)
Pour les articles homonymes, voir Saint-Peter.
La ville de Saint Peter est le siège du comté de Nicollet, dans l’État du Minnesota, aux États-Unis. Sa population s’élevait à 11 196 habitants lors du recensement de 2010, estimée à 11 692 habitants en 2016.

## Personnalités
- Ole Anthony (1938-2021), ministre, enquêteur religieux et satiriste américain, est né à Saint Peter.
- William P. Burt, un acteur et réalisateur y est né.

## Source
- (en) Cet article est partiellement ou en totalité issu de l’article de Wikipédia en anglais intitulé « St. Peter, Minnesota » (voir la liste des auteurs).